# Riverina

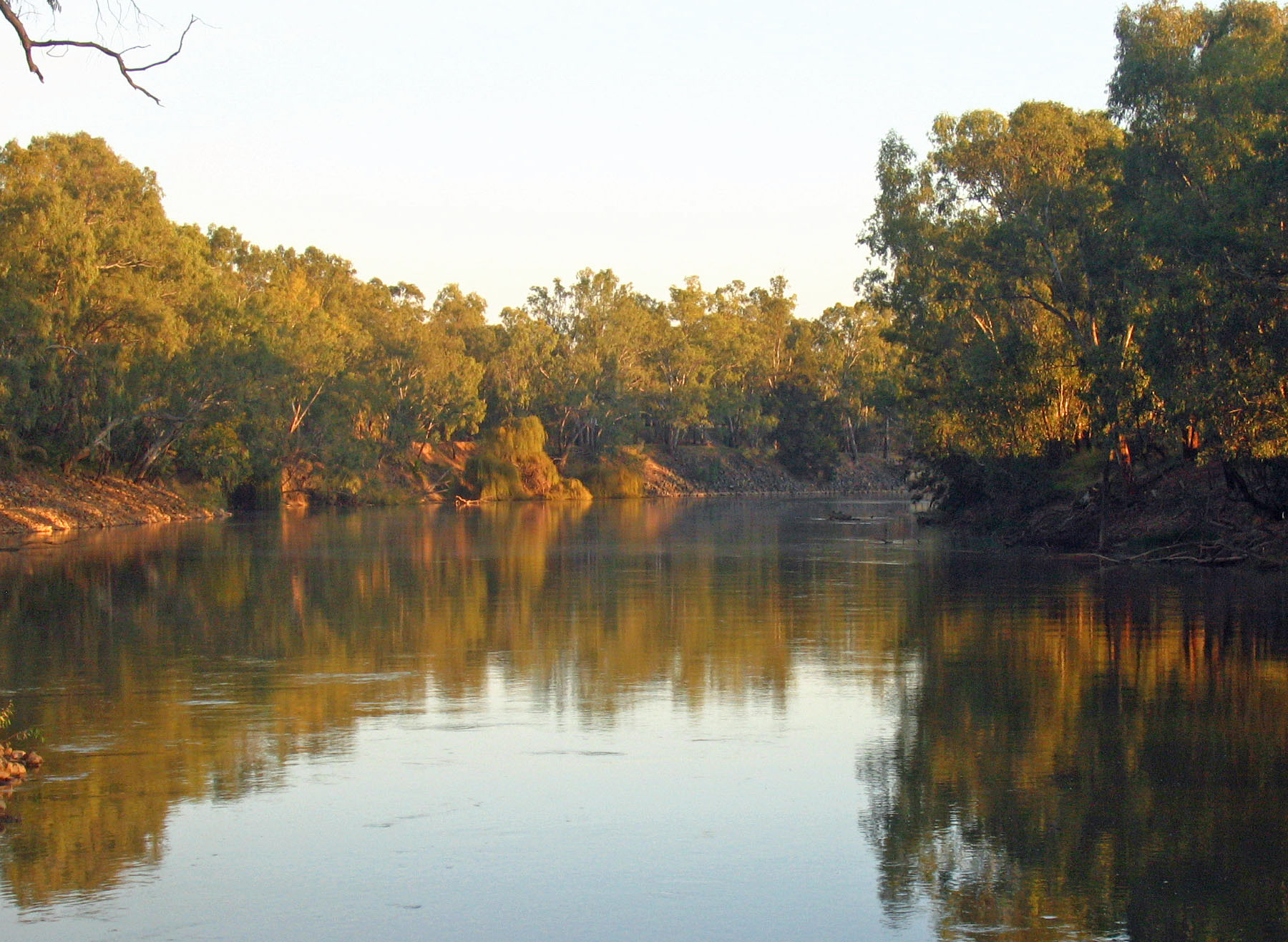
Der Murrumbidgee River bei Wagga Wagga

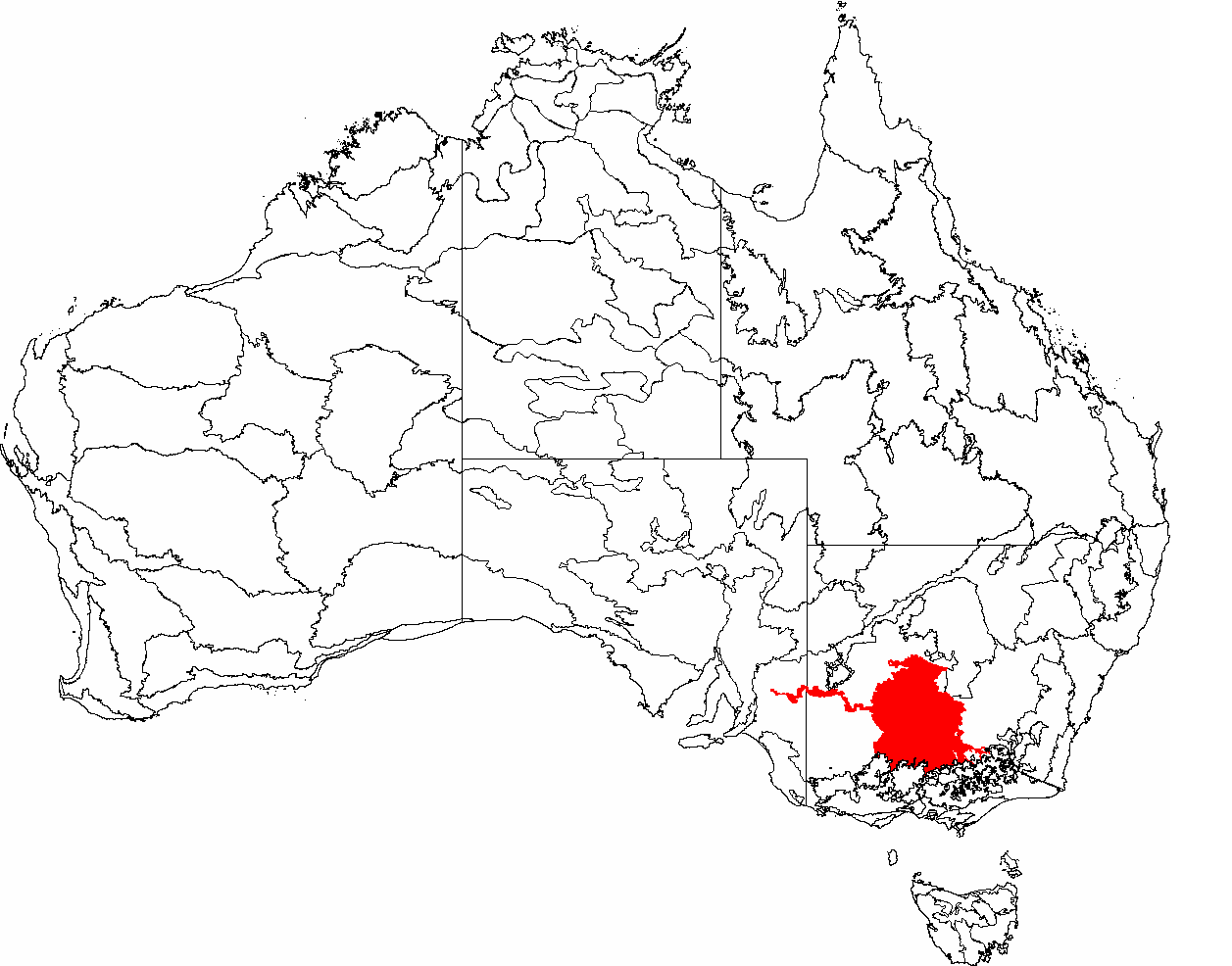
Lage des Riverina-Gebietes innerhalb Australiens

Riverina ist der Name einer Region im Südwesten des Bundesstaates New South Wales in Australien. Die Kombination aus flachen Ebenen, heißem Klima und zahlreichen Flüssen machen Riverina zu einer der landwirtschaftlich produktivsten Regionen Australiens. Im Süden grenzt sie an den Bundesstaat Victoria und im Osten an die Great Dividing Range. In dem Gebiet liegen auch die Einzugsgebiete des Murray River und des Murrumbidgee River.

## Geografie
Die wichtigsten Städte in der Region sind Wagga Wagga, Albury und Griffith. In Wagga Wagga und Albury befindet sich auch die auf mehrere Standorte verteilte Charles Sturt University, die als einzige Institution der Region die Möglichkeit zum Studieren anbietet.
Die Grenzen der Region sind weder von der australischen Regierung noch durch andere Institutionen genau festgelegt. Das Acker- und Weideland liegt allgemein betrachtet westlich von der Great Dividing Range und im Einzugsgebiet des Murray River und des Murrumbidgee River. Die Grenze im Norden bildet das Einzugsgebiet des Lachlan River, welches auch als Central West bezeichnet wird. Der Murray River im Süden bildet sowohl den Grenzverlauf der Riverina als auch des Bundesstaates New South Wales zum Bundesstaat Victoria. Im Westen am Zusammenfluss des Murray River und des Murrumbidgee River beginnt die trockenere Region Far West. Die Ebene ist seit 30.000 bis 15.000 Jahren das Schwemmland mehrerer Flüsse, die in der Great Dividing Range entspringen. Ein Großteil der Flächen entstand also durch die Ablagerung von Alluvialböden. Im östlichen Teil des Gebietes befinden sich einige sanfte Hügel. Das Gelände flacht aber Richtung Westen immer weiter ab.

### Klima
Die Bureau of Meteorology, eine meteorologische Organisation in Australien, stuft das Klima der Riverina als trocken-warmes Klima mit kühlen Wintern ein. In einigen Gebieten der Region kann es im Sommer sehr heiß werden. Während des Winters sind die Nächte oft kühl. Die durchschnittliche Tagestemperatur in Wagga Wagga liegt beispielsweise im Juli bei 12,4 °C (Südwinter) und im Januar bei 33,2 °C. Der Niederschlag in der Riverina ist in der Regel niedrig. Der durchschnittliche Niederschlag der Region liegt zwischen 250 mm und 500 mm. In den östlichen Randgebieten ist er mit bis zu 800 mm etwas höher. Im südlichen Teil der Region fällt der meiste Regen in den Wintermonaten, während im Norden die Niederschlagsmenge sich recht einheitlich über das Jahr verteilt. Im Jahre 2006 wurde die geringste Niederschlagsmenge seit Beginn der Aufzeichnungen in den Ortschaften Lockhart, Tarcutta und Narrandera gemessen.

## Geschichte
Seit über 40.000 Jahren ist die Region die Heimat einiger Stämme der Aborigines. Große Teile der Riverina sind das Stammesgebiet der Wiradjuri, die entlang des Murrumbidgee River und des Lachlan River leben. Andere Stämme leben ebenfalls entlang des Murrumbidgee River in den westlichen Ebenen, darunter die Nari-Nari, Mudi-Mudi, Gurendji und die Yida-Yida. Die Yorta Yorta bewohnten das Gebiet nördlich und südlich des Murray River von Albury bis nach Finley. Entlang des Murray lebten auch andere Stämme, wie die Bangerang, die Baraba-Baraba, die Wamba-Wamba, die Wadi-Wadi oder die Dadi-Dadi. Die Flüsse spielten eine führende Rolle im Leben der Aborigines. Sie dienten als Nahrungsquelle und als Weg für Handel und Kommunikation.
Besonders der im Murray-Darling-Becken verbreitete Dorschbarsch Maccullochella peelii sowie Schalentiere dienten als Nahrung. Die Flüsse wurden von den Ureinwohnern mit einfachen Kanus aus Rinde befahren. An vielen alten Bäumen sind heute noch Narben zu erkennen, die auf die starke Nutzung der Kanus hinweisen.

### Geschichte der Siedler

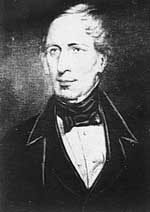
Der Kapitän und Entdecker Charles Sturt

Der erste europäische Entdecker, der die Riverina erkundete, war John Oxley, der 1817 dem Lachlan River folgte. Der Nächste, der in dieses Terrain vorstoß, war der britische Kapitän und Entdecker Charles Sturt. Er folgte zwischen 1828 und 1831 den Murrumbidgee River flussabwärts bis zum Lake Alexandrina in South Australia. Auch der Kartograf Thomas Livingstone Mitchell durchquerte das Gebiet 1836 auf seinem Weg nach Wimmera und in die heutige Region Western District.
Bald nach der ersten Besiedelung wurde entlang des Murray und des Murrumbidgee River Weidewirtschaft betrieben. Zu jener Zeit wurde auch der historische Murrumbidgee District geschaffen. Der Ort Moulamein im Westen wurde 1830 gegründet und ist somit die älteste Stadt der Riverina und älter als Melbourne.
Der heutige Name der Region erschien das erste Mal in der lokalen Zeitung Albury Border Post am 24. Januar 1857.
Der Text mit der Überschrift "Riverine Colony" bezog sich aber nicht auf das australische Gebiet, sondern auf die kurzfristige Unabhängigkeit der argentinischen Provinzen Entre Ríos und Corrientes, die zwischen den beiden Flüssen Río Paraná und Río Uruguay liegen. Der Text wurde aus dem Spanischen von dem presbyterianischen Pfarrer und Politiker John Dunmore Lang, der sich für die Unabhängigkeit Australiens einsetzte, übersetzt. Aufgrund der Lage des Gebietes wurde der Name Riverina zunehmend verwendet und schließlich offizieller Name der Region.
Zwischen den Siedlern und der indigenen Bevölkerung der Riverina kam es oft zu Konflikten. In der Gegend um Narrandera beispielsweise kam es zu einer Schlacht zwischen den Siedlern und dem lokalen Stamm der Narrungderra. Diesen Kampf, der Massacre Island genannt wird, soll nur eine Person überlebt haben.
Viehzucht war während der 1840er der wichtigste Erwerbszweig. Vor allem die Schafszucht, die zur Fleisch- und Wollproduktion genutzt wurde, bekam eine dominante Stellung. Während des Goldrauschs in Victoria dienten viele Schafe und Rinder aus der Riverina den Goldsuchern als Nahrung.
In den 1860er und 1870er folgten deutsche Siedler dem North Para River, der das Barossa Valley bildet, flussaufwärts und ließen sich im Osten der Riverina nieder. Sie waren Anhänger der evangelisch-lutherischen Kirche und bildeten bevorzugt eigene Ortschaften. Im Jahre 1869 gründeten 56 deutsche Farmer nach einer sechswöchigen und über 950 km langen Reise in Planwagen die Stadt Walla Walla.

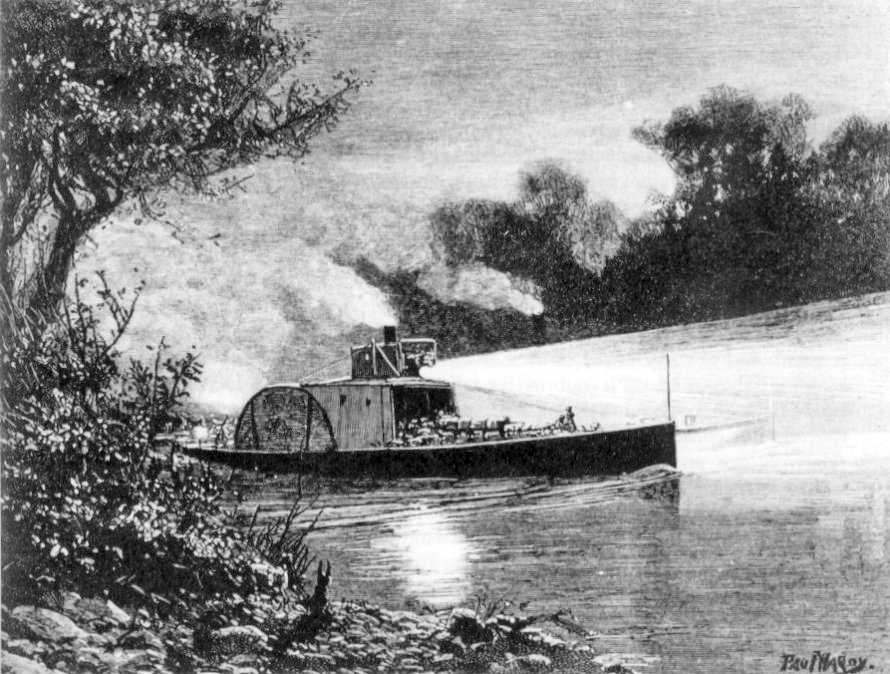
Nächtliche Fahrt auf dem Murray River, gezeichnet von Paul Harny, 1880

### Ausbau der Verkehrswege
Ab der Mitte des 19. Jahrhunderts wurden Binnenschiffe zum Warentransport auf den beiden Flüssen Murray River und Murrumbidgee River eingesetzt. Diese verbanden die ländlichen Gebiete mit den Binnenhäfen in Mannum und Goolwa im Südwesten. Bereits 1864 bestand eine Eisenbahnstrecke von Echuca nach Melbourne. Die Binnenschifffahrt erreichte in den zwanzig Jahren von 1870 bis 1890 ihren Höhepunkt. Danach nahm diese durch den Ausbau der Eisenbahn stetig ab.
Im Jahr 1876 führte eine weitere Breitspurbahn von Melbourne nach Deniliquin und Richtung Westen nach Moulamein und Balranald. Die Moulamein-Balranald-Strecke wurde in den 1980ern wegen schwerer Schäden, die ein Hochwasser verursachte, geschlossen. Die Strecke zwischen Albury und Melbourne wurde 1883 fertiggestellt. 1928 wurde die letzte Eisenbahnstrecke in der Riverina-Region vollendet. Sie führte von Kerang und Murrabit nach Stony Crossing.

### Ausbau der Bewässerungswirtschaft

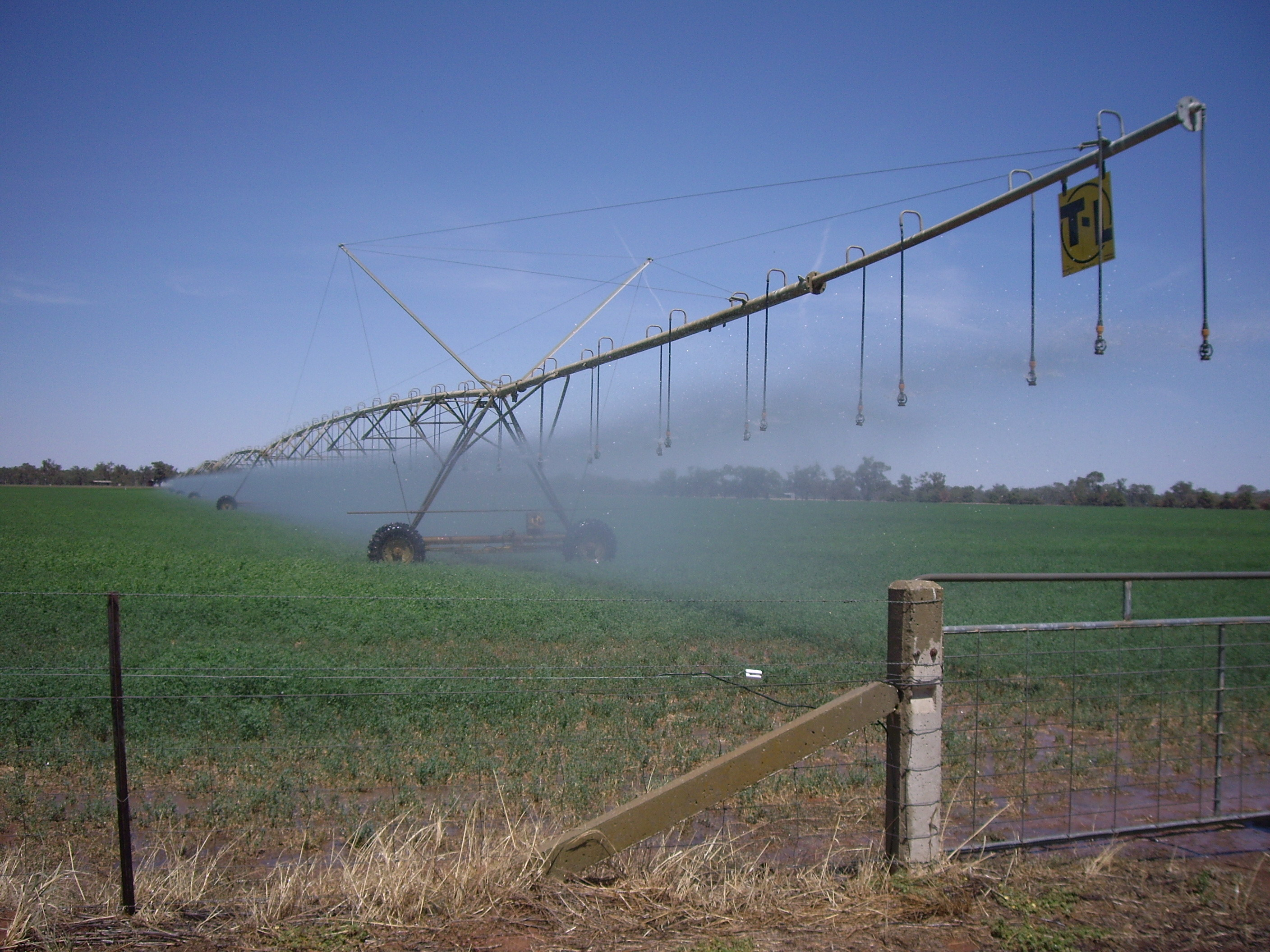
Bewässerung eines Feldes bei Euberta in der Riverina

Die Bewässerung im großen Maßstab begann 1912, als die Murrumbidgee Irrigation Area (MIA) errichtet wurde, welche heute noch ein wichtiges Anbaugebiet ist. Dabei wurde in der Nähe von Narrandera Wasser aus dem Murrumbidgee River umgeleitet. 26 Wehre am Murray River machten es im Jahre 1915 möglich, einen dauerhaften Schiffsverkehr bis nach Echuca sicherzustellen. Da der Schiffsverkehr an Bedeutung verlor, wurden die Schleusenanlagen später zur Bewässerung genutzt.
Mit der Zeit entstanden immer mehr und immer größere Siedlungen in der Riverina, die mit Wasser versorgt werden mussten, weshalb im 20. Jahrhundert drei Staudämme errichtet wurden: der Hume Dam (1931), der Burrinjuck Dam (1928) und der Blowering Dam (1968; Snowy-Mountains-System).
Neben der Murrumbidgee Irrigation Area wurden weitere Gebiete erschlossen, die mit dem Wasser des Murray River gespeist werden. 1968 wurde mit der Coleambally Irrigation Area das letzte Mal die Bewässerung eines Gebietes in der Riverina staatlich gefördert.

## Landwirtschaft

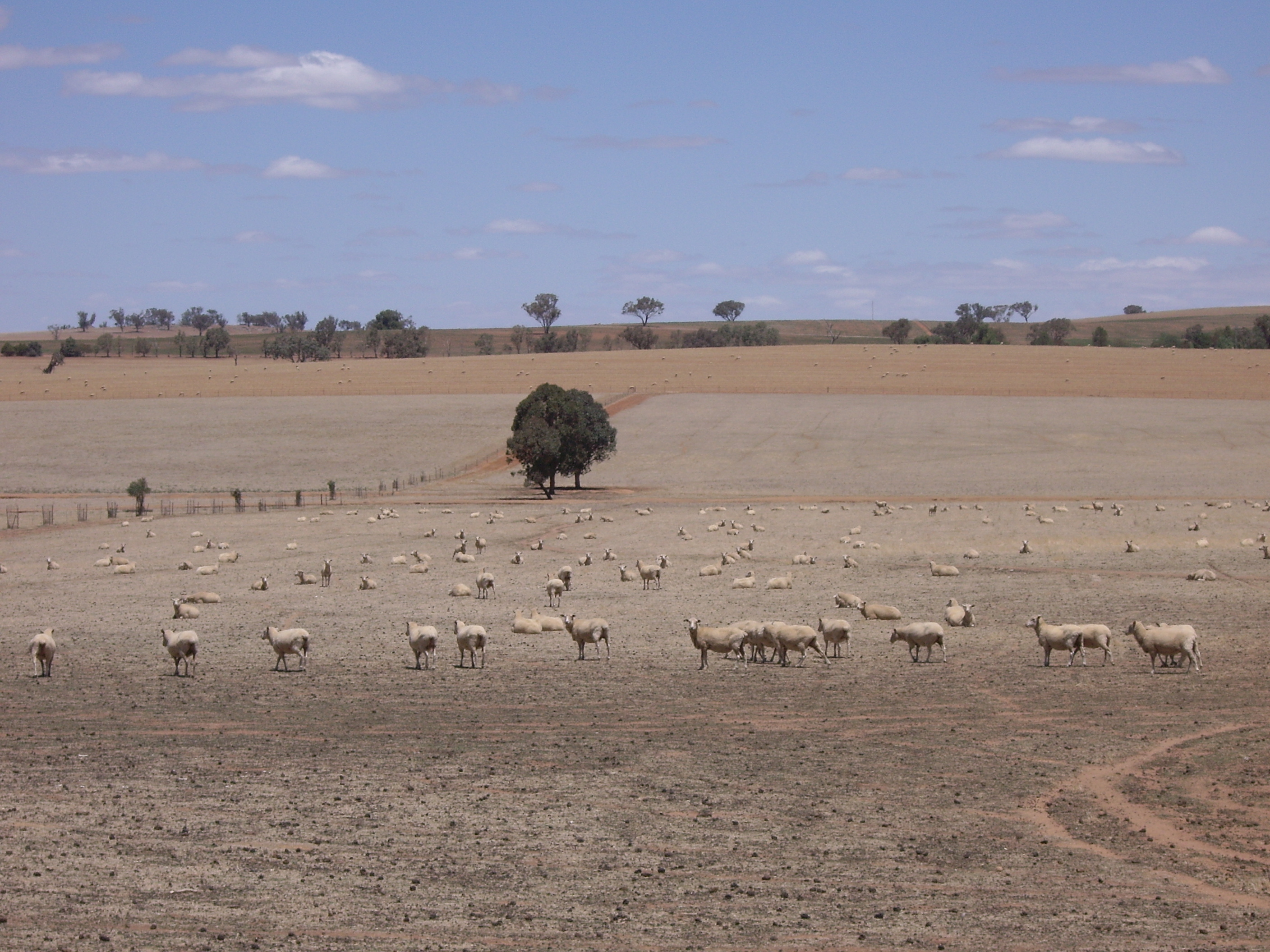
Schafe in der Region Riverina während einer Trockenperiode

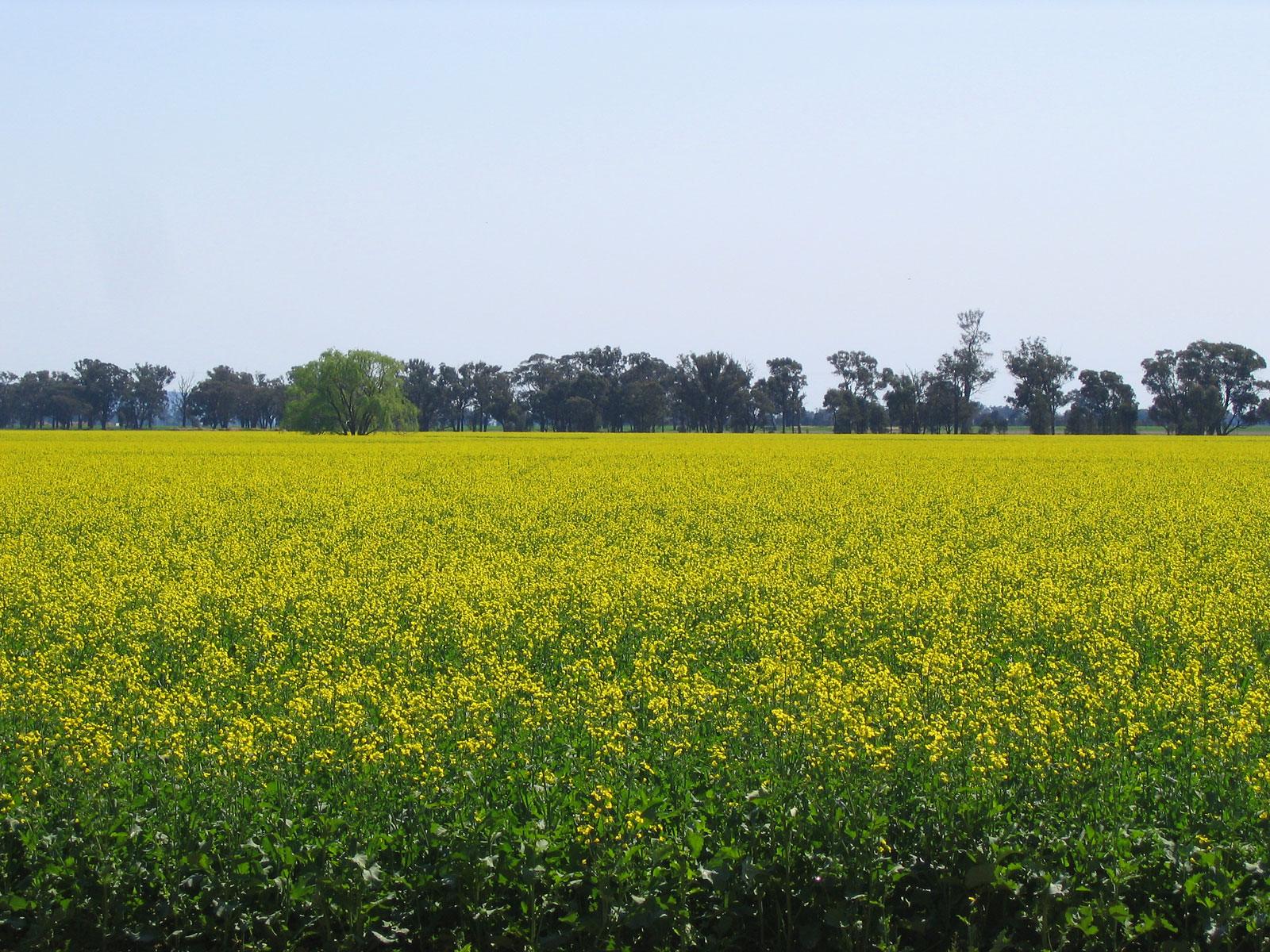
Rapsfeld bei Temora

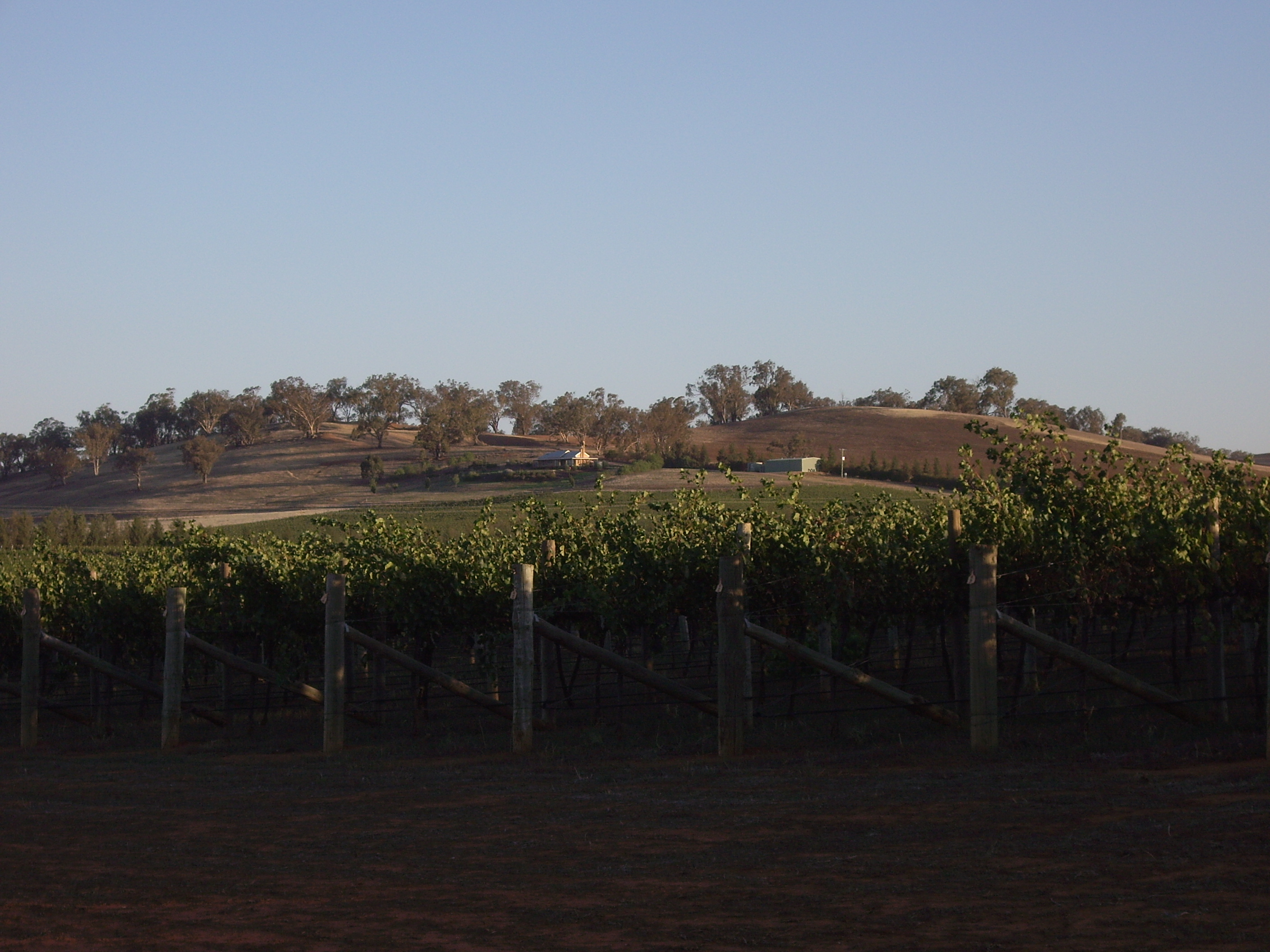
Ein Weingut bei Tumblong

Die hohe Fruchtbarkeit des Bodens und die relativ hohe Wassermenge der Flüsse haben die Riverina zu einer der bedeutendsten landwirtschaftlichen Regionen Australiens gemacht. Auf einer bewässerten Fläche von 182.000 Hektar wird Reis, Weizen, Mais und Raps angebaut sowie Zitrusfrüchte und Wein. In den trockeneren Gebieten werden Rinder und Schafe gehalten.

### Wolle
Ein Großteil der Trockengebiete der Riverina besteht aus großen Schafsfarmen. Zur Wollgewinnung werden meist Merinorassen genutzt. Im 19. Jahrhundert züchteten die Gebrüder Peppin in der Nähe von Wanganella eine neue Rasse, die Peppin-Merino genannt wird. Diese ist heute die verbreitetste Rasse in der Riverina-Region.

### Reis
In keinem Gebiet von Australien wird so viel Reis angebaut wie in der Riverina. Anbauflächen sind neben der Murrumbidgee Irrigation Area auch Gebiete um die Ortschaften Finley, Coleambally und Deniliquin. Der erste kommerzielle Anbau von Reis begann 1924 in der Nähe von Leeton und Yanco. Während des Zweiten Weltkriegs begannen auch die Farmer von Wakool mit dem Anbau. In den 1950er und 1960er Jahren folgten Denimein, Coleambally, Finley und die Deniboota Irrigation Area. In den letzten Jahren entstanden neue Reisanbaugebiete in der Gegend von Hay, Carrathool sowie Hillston.
Heute produziert Australien jedes Jahr mehr als eine Million Tonnen Reis und exportiert diesen in 70 Länder. Das Export-Einkommen beläuft sich auf 500 Millionen AUD. In 63 Ortschaften der Riverina und im Norden von Victoria wird Reis angebaut. Das größte Reishandelsunternehmen des Landes, die Ricegrowers Limited, hat ihren Hauptsitz in Leeton.

### Wein
Die Riverina ist eine der florierendsten Weinbauregionen in Australien nach dem Barossa Valley in South Australia.
In der Region wachsen 55 % aller Weintrauben von New South Wales und 15 % von Australien. Mehr als die Hälfte des produzierten Weines wird exportiert. Angebaut wird beispielsweise edelfauler Sémillon, aus dem ein dem Sauternes ähnlicher Dessertwein gemacht wird.
Die ersten Rebstöcke wurden im Frühjahr 1913 bei Hanwood von John James McWilliam und seinem ältesten Sohn Jack gepflanzt, welche bereits in Junee ein Weingut hatten. Nur ein paar Monate später waren die Bewässerungskanäle errichtet. Die ersten Trauben konnten im Jahr 1916 gepflückt werden und wurden zur Verarbeitung nach Junee transportiert.

## Flora und Fauna

### Ökoregion Riverina
Die australische Umweltbehörde New South Wales Parks and Wildlife Service teilt den Bundesstaat New South Wales in 17 Ökoregionen auf. Die Riverina-Ökoregion erstreckt sich von Ivanhoe in New South Wales nach Süden bis Bendigo und von Narrandera im Osten bis nach Balranald im Westen. Somit umfasst die Region große Teile der Riverina sowie Gebiete im Norden Victorias. In New South Wales liegen 74,03 % der Ökoregion, der Rest in Victoria.
In den Flusstälern der Ökoregion wachsen mehrere Eukalyptus-Arten, wie der Rote Eukalyptus (Eucalyptus camaldulensis), sowie Akazien (Acacia stenophylla). In den höher gelegenen Gebieten befinden sich Eukalyptuswälder der Art Eucalyptus largiflorens. Weiter findet man dort Melden, Salzwiesen und Olearia. In Gebieten, die selten überschwemmt werden, wachsen die Eukalyptus-Arten Eucalyptus melliodora und Eucalyptus microcarpa zusammen mit Schmuckzypressen (Callitris columellaris). In den wasserarmen Gebieten der Riverina finden sich widerstandsfähige Pflanzen, wie Melden, Maireana-Arten und Traubenhafer.
Die Wälder der Riverina bewohnen Kurzkopfgleitbeutler, Federschwanz-Gleitbeutler und Mittlere Gleithörnchenbeutler sowie Koalas. Die eingeführten Neozoa und Neophyten als auch die Abholzung und die Schaffung von Weideland haben zu einem Rückgang der einheimischen Flora und Fauna geführt.